# Euptelea
Euptelea, biljni rod koji čini samostalnu porodicu Eupteleaceae, i dio je reda žabnjakolike. Priznate su dvije vrste, od kojih jedna raste na japanskim otocima Honshu, Shikoku i Kyushu (E. polyandra), a druga u istočnoj Aziji, od Assama do Kine i u Tibetu, Butanu i Indiji (Arunachal Pradesh).

## Opis porodice
Eupteleaceae, porodica dikotiledonih cvjetnica (red Ranunculales) s jednim rodom, Euptelea, i dvije vrste drveća ili velikih grmova. Njegovi članovi, E. polyandra, porijeklom iz Japana, i E. pleiosperma, porijeklom iz jugozapadne Kine i Assama, Indija, ponekad se uzgajaju kao ukrasi uglavnom zbog svog lišća, koje je crveno kad je mlado, a zeleno u zrelosti. U jesen listopadno lišće postaje jarko crveno ili žuto.
Pripadnici Eupteleaceae imaju jednostavne, naizmjenično raspoređene, rubno nazubljene listove. Dvospolni cvjetovi imaju 6 do 18 tučkova (ženskih organa) na kratkim peteljkama i brojne prašnike (muške strukture koje proizvode pelud), ali nemaju čašice ili latice. Grozdasti plodovi su suhe samare (krilati jednosjemeni orasi) s usjekom na jednoj strani.

## Vrste
1. Euptelea pleiosperma Hook. fil. & Thomson
2. Euptelea polyandra Siebold & Zucc.